# کالدر ویلینگهام
کالدر ویلینگهام (انگلیسی: Calder Willingham; ۲۳ دسامبر ۱۹۲۲ – ۱۹ فوریهٔ ۱۹۹۵) نویسنده، فیلم‌نامه‌نویس، و رمان‌نویس اهل ایالات متحده آمریکا بود.